# 의정부버스터미널

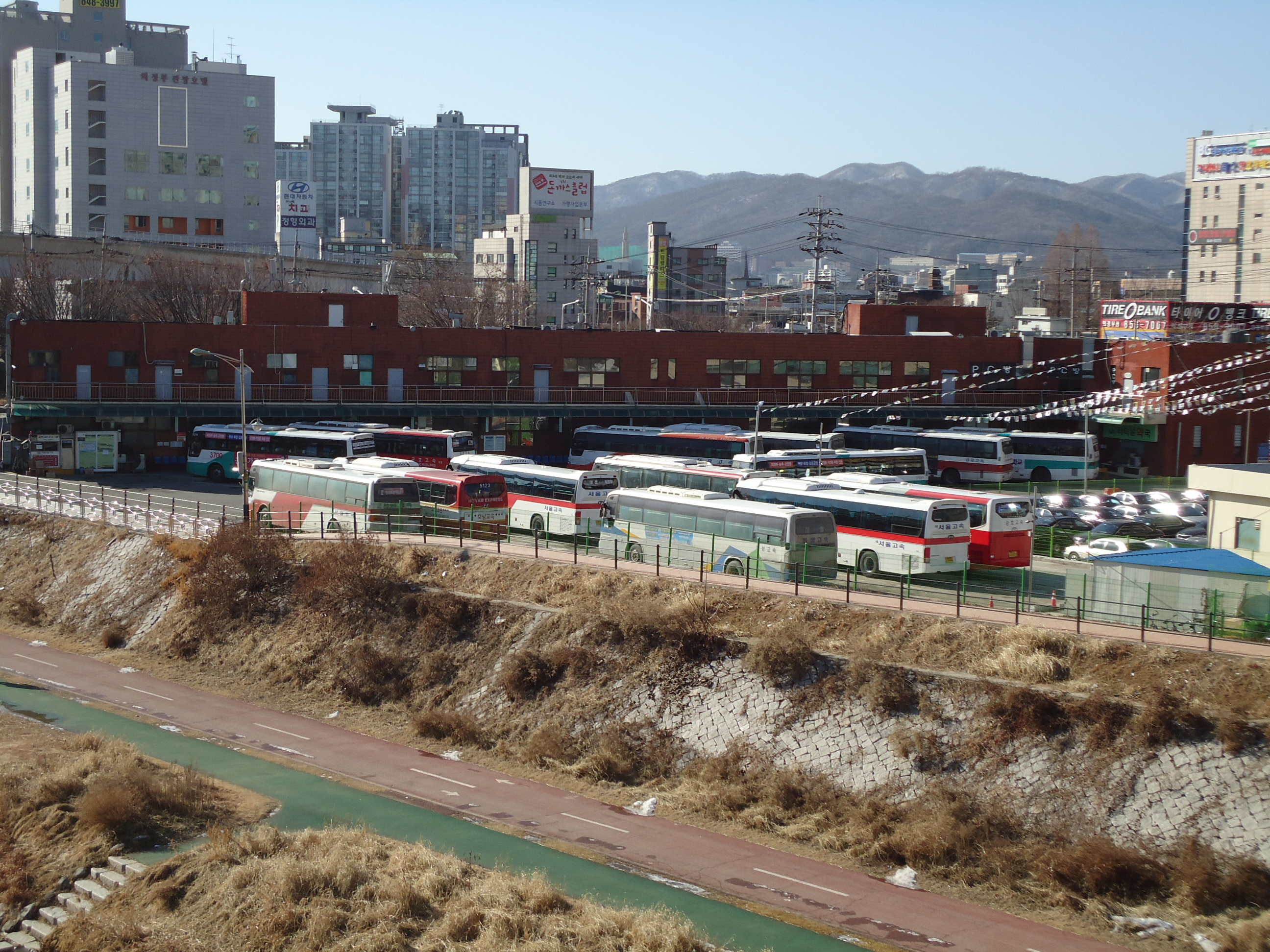
의정부 시외, 고속버스터미널 모습

의정부버스터미널은 경기도 의정부시 동일로 640 (금오동 369-5)에 위치한 버스 터미널이다. 고속버스 전산망상의 터미널 번호는 170이다.
원래 의정부1동에 위치해 있었지만, 구 터미널이 시내 중심부에 자리잡아 교통 혼잡을 빚고 시설이 낡아 불편이 제기되면서 1987년에 현재의 자리로 이전되기로 결정하여 1990년 9월 13일에 완공하였다. 전체 건물 연면적은 871㎡, 대합실 면적은 469.86㎡이다. 2019년 1월 기준 하루 평균 1,952명이 이용하고 29개 노선이 운행중이다.

## 개요
의정부터미널을 간략하게 소개하자면 터미널 내부에는 슈퍼, 오락실, 매표소 등이 있고, 승차장은 10개로 구성 되어 있으며, 매표소는 시외완행버스는 1층에, 시외무정차·고속버스는 2층에 있다. 한때 구터미널 앞에 명진여객 시내버스 터미널이 있었다.
고속버스는 금호고속이 사실상 독점하고 있다.

## 연혁
- 1972년 5월 6일: 의정부1동에서 개업.
- 1990년 9월 13일 : 현 위치인 금오동으로 이전
- 2013년 8월 25일 : 구미행 시외버스 노선 신설[8]
- 2014년 1월 1일 : 울산행 시외버스 노선 운행사가 경남고속에서 대원고속으로 변경[9]
- 2014년 3월 29일 : 울산행 시외버스 노선 구리 추가 경유[10]
- 2014년 6월 24일 : 3800번 시외버스(안골, 송추, 부평순복음교회, 갈산동, 부평구청, 부평역, 현대백화점, 석바위 경유 인천행) 노선 신설, 3700번 시외버스 오정동, 작전동 미경유로 변경[11]
- 2014년 7월 7일 : 부산행 고속버스 노선 대학생할인 폐지[12]
- 2014년 9월 29일 : 3700번 시외버스 노선 능곡역, 오정동, 작전동 추가 경유, 3800번 시외버스 노선 계양롯데마트, 계양CGV 추가 경유로 변경[13]
- 2014년 12월 22일 : 홍천 경유 속초행 시외버스 노선 고속도로 경유로 노선이 변경되어 요금 인하[14]
- 2015년 6월 29일 : 세종청사 경유 세종시행 시외버스 노선 신설[15]
- 2015년 9월 11일 : 인천행 직행 시외버스 노선 고양종합터미널 추가 경유[16]
- 2015년 12월 1일 : 안산행 시외버스 노선 예매 실시[17]
- 2016년 4월 8일 : 3300번 시외버스 노선 장암역, 양주역 추가 경유, 기존 동두천역, 미2사단정문, 구)터미널, 현진아파트, 송내주공3,4단지, 현진에버빌, 덕현초등학교, 성모병원, 장암주공5단지, 수락산역, 노원역, 아차산역(어린이대공원후문) 미경유로 노선 변경[18]
- 2016년 5월 30일 : 홍천 경유 속초행 시외버스 노선 양평, 인제 미경유로 노선 변경[19]
- 2016년 8월 1일 : 평택, 안성행 시외버스 노선 교통카드 사용 불가로 변경[20]
- 2016년 12월 15일 : 동대구행 고속버스 노선 도착지가 동대구복합환승센터로 변경[21]
- 2016년 12월 27일 : 2층 매표소 폐쇄[22]
- 2017년 3월 17일 : 광주원주고속도로, 남삼척IC 개통으로 강릉, 원주, 제천, 태백행 시외버스 노선 변경 및 요금 인하[23]
- 2017년 5월 10일 : 울산행 시외버스 노선 구리 미경유로 노선 변경[24]
- 2017년 7월 1일 : 안성행 시외버스 노선 풍림아파트, 대림동산 미경유, 지제역, 한경대 추가 경유로 노선 변경[25]
- 2017년 8월 7일 : 3800번 시외버스 노선 폐지[26]
- 2018년 1월 1일 : 일동, 강평, 청평, 강촌 경유 춘천행 시외버스 노선 폐지[27]
- 2018년 2월 8일 : 평창올림픽 기간인 3월 19일까지 강릉행 시외버스 노선 횡계 추가 경유[28]
- 2019년 12월 2일 : 구미행 시외버스, 동대구행 고속버스 노선 통합[29]
- 2020년 1월 13일 : 3300번 시외버스 양주역, 의정부 미경유 및 구리포천고속도로 직행 노선 변경으로 인한 운행 중단[30]
- 2020년 2월 1일 : 영주, 풍기, 안동행 시외버스 노선 신설[31]

## 승차홈
| 출발홈 | 행선지                                              |
| ------ | --------------------------------------------------- |
| 1번홈  | 동서울 (R3001, R3002, 승차장)                       |
| 2번홈  | 구미                                                |
| 3번홈  | 고속버스 (부산, 광주, 대구, 정안휴게소, 선산휴게소) |
| 4번홈  | 동송, 와수리 (R3001, R3002번 승차장)                |
| 5번홈  | 마산, 창원                                          |
| 6번홈  | 춘천, 충주, 경주, 포항, 안산                        |
| 7번홈  | 대전, 청주, 천안                                    |
| 8번홈  | 이천, 여주, 안성, 전주, 태안                        |
| 9번홈  | 태백, 속초, 강릉, 울산, 군산                        |
| 10번홈 | 인천 (R3700 승차장), 고양 (운행중단)                |

## 운행 노선

### 고속버스
- 승차홈 3번홈에 정차한다.

| 운행 노선     | 운행업체          | 운행구간 | 운행구간 | 운행구간 | 경유지             | 배차 간격 (분) | 시간표                                   |
| ------------- | ----------------- | -------- | -------- | -------- | ------------------ | -------------- | ---------------------------------------- |
| 의정부 ↔ 광주 | 금호고속          | 의정부   | ↔        | 광주     | 정안알밤휴게소     | 5회            | 07:10, 09:30, 13:00, 15:40, 18:20        |
| 의정부 ↔ 대구 | 금호고속 대원고속 | 의정부   | ↔        | 동대구   | 선산휴게소, 서대구 | 2~3회          | 07:00, 13:10, 20:00                      |
| 의정부 ↔ 대구 | 금호고속 대원고속 | 의정부   | ↔        | 동대구   | 구리, 구미         | 4회            | 09:00, 10:30, 13:10, 16:20, 18:00        |
| 의정부 ↔ 부산 | 금호고속          | 의정부   | ↔        | 부산     | 구리               | 6회            | 07:30, 10:10, 12:00, 15:00, 17:00, 18:30 |

### 시외버스
2018년 1월 1일부터 춘천행 노선이 폐선되었다.
| 운행 노선     | 운행업체                           | 운행구간 | 운행구간 | 운행구간         | 경유지 | 배차 간격 (분) | 시간표                                                 |
| ------------- | ---------------------------------- | -------- | -------- | ---------------- | --- | -------------- | ------------------------------------------------------ |
| R3001         | 경기고속                           | 의정부   | ↔        | 동서울           | 장암, 수락산역, 노원역, 아차산역 | 12회           | 첫차:07:25(의정부 기준) 막차:22:30(의정부 기준)        |
| R3001         | 경기고속                           | 의정부   | ↔        | 동송             | 의정부성모병원, 축석고개, 송우리, 대진대학교입구, 군단앞, 포천, 신북, 만세교, 양문, 신장, 성동, 야미리, 운천, 송정검문소, 육호동, 팔호동, 사단앞, 초과2리, 상노리, 관인                                     | 12회           | 첫차:06:30(의정부 기준) 막차:21:40(의정부 기준)        |
| R3002         | 경기고속                           | 의정부   | ↔        | 동서울           | 장암 | 12회           | 첫차:07:45(의정부 기준) 막차:22:00(의정부 기준)        |
| R3002         | 경기고속                           | 의정부   | ↔        | 와수리           | 의정부성모병원, 축석고개, 송우리, 대진대학교입구, 군단앞, 포천, 신북, 만세교, 양문, 신장, 성동, 야미리, 운천, 송정검문소, 강포리, 신철원, 문혜리, 지경리, 학사리                                            | 12회           | 첫차:06:35(의정부 기준) 막차:21:05(의정부 기준)        |
| R3700         | 경기고속                           | 의정부   | ↔        | 인천             | 검찰청, 경민대, 송추, 장흥, 절골, 푸른마을, 고양동, 대자동, 원릉역, 원당, 화정1동, 화정역, 능곡초, 능곡역, 공항동, 김포공항, 오정동, 작전동, 부평순복음교회, 갈산동, 부평구청역, 부평역, 현대백화점, 석바위 | 30~40          | 첫차:05:00(의정부 기준) 막차:21:40(의정부 기준)        |
| 의정부 ↔ 강릉 | 강원여객 강원흥업                  | 의정부   | ↔        | 강릉             | 무정차 | 3회            | 08:00, 14:30, 19:10                                    |
| 의정부 ↔ 강릉 | 강원여객 강원흥업                  | 의정부   | ↔        | 강릉             | 구리 | 3회            | 09:40, 12:40, 17:10                                    |
| 의정부 ↔ 감곡 | 대원고속                           | 의정부   | ↔        | 감곡             | 경기광주, 곤지암, 이천, 현대하이닉스, 태평리, 이황리, 장호원 | 4회            | 08:25, 12:40, 14:25, 16:30, 20:40                      |
| 의정부 ↔ 군산 | 대원고속                           | 의정부   | ↔        | 군산             | 익산 | 4회            | 07:00, 09:20, 13:00, 17:30                             |
| 의정부 ↔ 대전 | 금남고속 서울고속                  | 의정부   | ↔        | 대전             | 무정차 | 60~70          | 첫차:07:00(의정부 기준) 막차:20:00(의정부 기준)        |
| 의정부 ↔ 세종 | 대원고속                           | 의정부   | ↔        | 세종             | 구리, 세종청사 | 2회            | 08:30, 15:30                                           |
| 의정부 ↔ 속초 | 금강고속                           | 의정부   | ↔        | 속초             | 홍천, 원통, 백담사 | 1회            | 10:40                                                  |
| 의정부 ↔ 속초 | 금강고속                           | 의정부   | ↔        | 속초             | 홍천, 인제, 원통, 백담사 | 2회            | 15:00, 17:00                                           |
| 의정부 ↔ 안동 | 경기고속                           | 의정부   | ↔        | 안동             | 풍기, 영주 | 4회            | 08:20, 09:50, 11:20, 17:20                             |
| 의정부 ↔ 안산 | 강원고속                           | 의정부   | ↔        | 안산             | 무정차 | 8회            | 06:50, 07:30, 11:00, 12:30, 14:00, 16:40, 18:00, 20:00 |
| 의정부 ↔ 안성 | 대원고속                           | 의정부   | ↔        | 안성(동아방송대) | 오산, 송탄, 평택, 풍림아파트, 공도, 대림동산, 중앙대입구, 안성 | 4회            | 06:40, 11:00, 15:00, 19:30                             |
| 의정부 ↔ 안성 | 대원고속                           | 의정부   | ↔        | 안성(동아방송대) | 동탄, 오산, 송탄, 평택, 풍림아파트, 공도, 대림동산, 중앙대입구, 안성 | 2회            | 08:20, 14:00(동두천출발)                               |
| 의정부 ↔ 울산 | 대원고속                           | 의정부   | ↔        | 울산             | 신복 | 2회            | 09:00, 16:00                                           |
| 의정부 ↔ 전주 | 대원고속 호남고속                  | 의정부   | ↔        | 전주             | 무정차 | 7회            | 07:10, 09:40, 12:10, 13:30, 14:40, 17:10, 18:30        |
| 의정부 ↔ 제천 | 영암고속 화성고속                  | 의정부   | ↔        | 제천             | 원주, 신림, 탁사정, 봉양 | 2회            | 10:30, 18:30                                           |
| 의정부 ↔ 창원 | 대원고속                           | 의정부   | ↔        | 창원             | 구리, 마산 | 4회            | 07:10, 10:00, 14:10, 16:40                             |
| 의정부 ↔ 천안 | 금남고속                           | 의정부   | ↔        | 천안             | 무정차 | 5~7회          | 07:30, 10:30, 12:00, 13:30, 16:40, 18:00, 19:20        |
| 의정부 ↔ 청주 | 대원고속 코리아와이드대성 서울고속 | 의정부   | ↔        | 청주             | 무정차 | 60             | 첫차:08:30(의정부 기준) 막차:19:30(의정부 기준)        |
| 의정부 ↔ 충주 | 경기고속 서울고속                  | 의정부   | ↔        | 충주             | 무정차 | 3회            | 13:00, 15:00, 19:00                                    |
| 의정부 ↔ 태백 | 영암고속 화성고속                  | 의정부   | ↔        | 태백             | 원주, 제천, 고한(사북) | 4회            | 06:00, 08:20, 11:50, 16:50                             |
| 의정부 ↔ 태백 | 영암고속 화성고속                  | 의정부   | ↔        | 태백             | 원주, 제천, 쌍용, 연당, 삼거리, 영월, 석항, 신동, 남면, 증산, 고한(사북) | 1회            | 15:15                                                  |
| 의정부 ↔ 태안 | 충남고속 한양고속                  | 의정부   | ↔        | 태안             | 기지시, 당진, 구룡, 운산, 음암, 서산, 어송 | 3회            | 08:00, 13:00, 17:40                                    |
| 의정부 ↔ 포항 | 대원고속 새서울고속 천마고속       | 의정부   | ↔        | 포항             | 구리, 경주 | 3회            | 08:30,(동두천출발) 10:30 ,17:05                        |
| 의정부 ↔ 홍천 | 금강고속                           | 의정부   | ↔        | 홍천             | 양평 | 1회            | 07:30                                                  |

## 사진

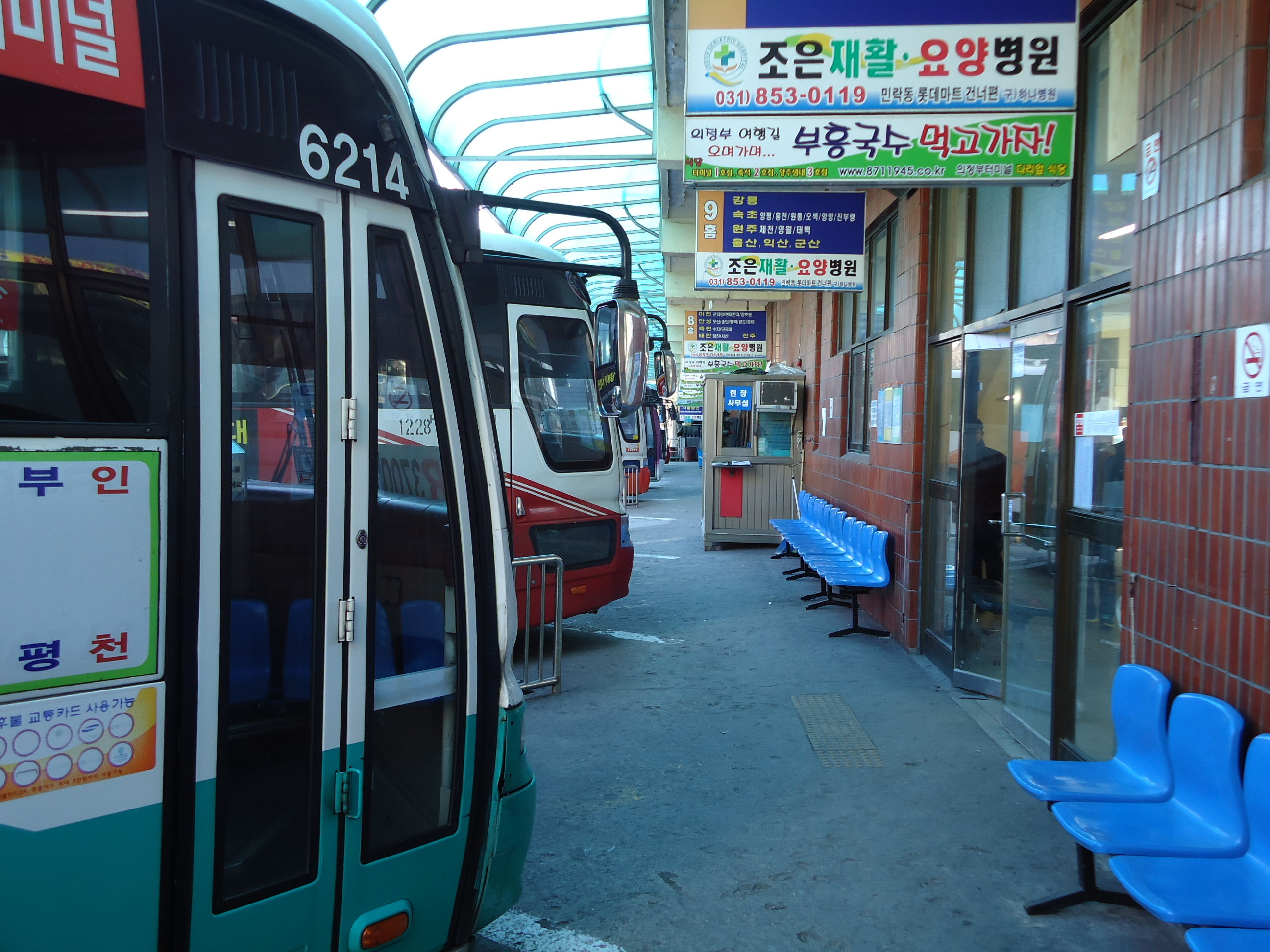
의정부버스터미널 승차장
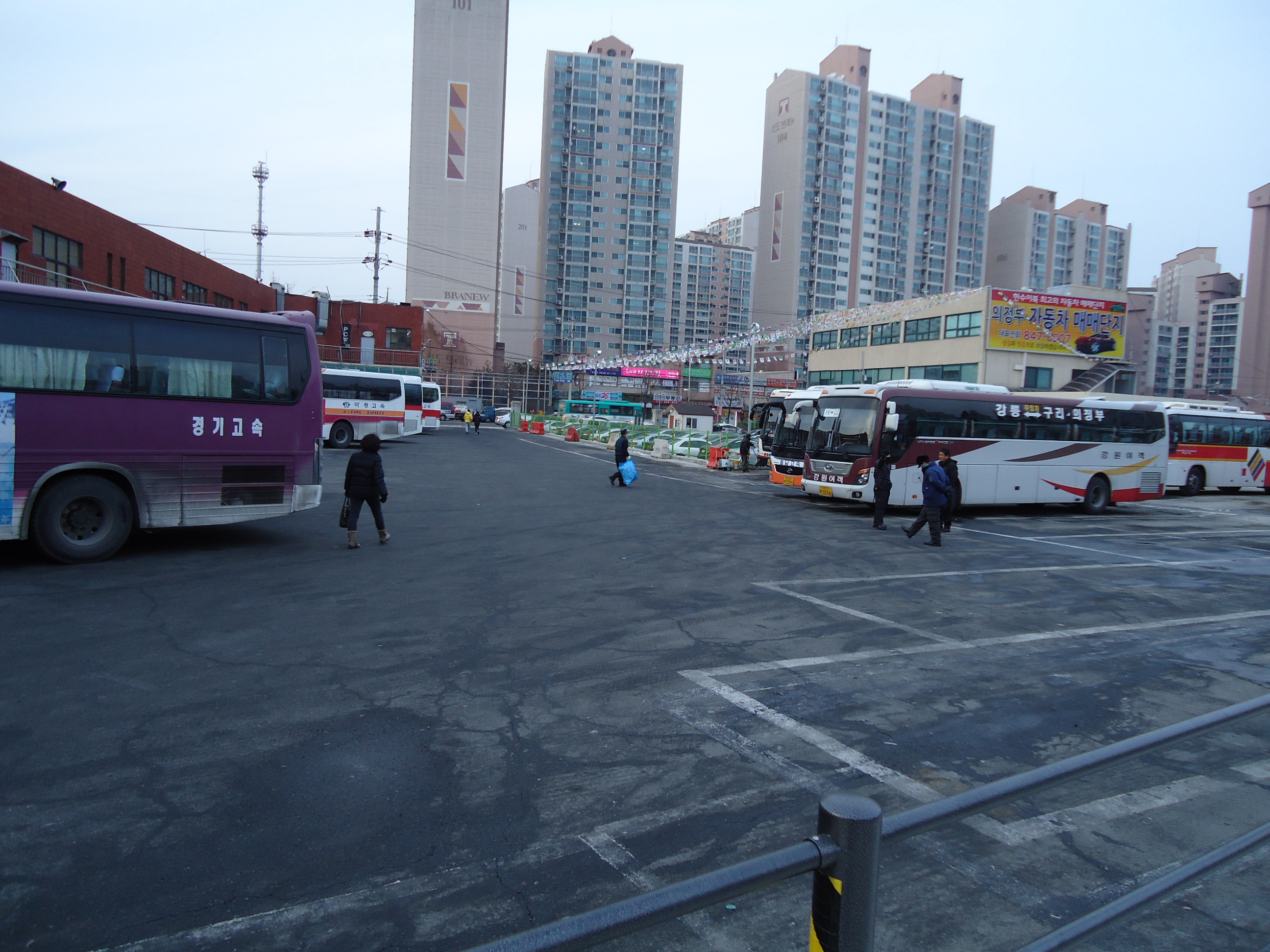
의정부버스터미널 구내 모습